# Cormery
Cormery é uma comuna francesa na região administrativa do Centro, no departamento Indre-et-Loire. Estende-se por uma área de 6,07 km². Em 2010 a comuna tinha 1 810 habitantes (densidade: 298,2 hab./km²).